# Municipio Escuque
Escuque está ubicado en el suroeste del Estado Trujillo, Venezuela. Su capital es la población de Escuque. El municipio tiene una superficie de 165 km² y una población de 32 901 (censo INE 2017). Sus límites son al norte con los municipios Motatán y Rafael Rangel, al sur con el municipio Monte Carmelo, al este con el municipio Valera y al oeste municipio Rafael Rangel.

## Historia
- El 15 de junio de 1831 fue restablecida la Primera provincia de Trujillo, formada en aquel entonces por tres cantones: Trujillo, Boconó y Escuque.

- En 1844 la diputación provincial de Trujillo, institución equivalente a la actual asamblea legislativa, crea la parroquia la Unión, del Cantón Escuque.

- El 28 de abril de 1856 fue sancionada la Ley de División Territorial. Según esta ley la Provincia de Trujillo quedaba dividida en cuatro cantones: Trujillo, Escuque, Boconó y Carache. Al cantón Escuque quedaron adscritas las siguientes parroquias: la Unión, Betijoque, Sabana Larga, Motatán, Valera, La Ceiba, la Ceibita, San Gregorio y Monagas.

- En 1864 fue sancionada la constitución regional de Trujillo, entidad que pasó a formar parte, conjuntamente con Mérida y Táchira, el Gran Estado de los Andes. Según esta ley, el territorio del antiguo cantón Escuque, quedó dividido en tres departamentos: Escuque, Valera y Betijoque.

- A partir de 1881, Escuque dejó de llamarse Departamento y pasó a llamarse Distrito Escuque. La Capital del Distrito tenía para entonces una población de 5.561 habitantes; Sabana Libre, 2.221; El Alto, 2007 y Monte Carmelo, 2.050 habitantes.

## Geografía
Presenta un terreno montañoso de bajas cumbres con temperaturas promedio de 22 °C y precipitaciones de 1000 mm; tiene cursos de agua permanente, entre los cuales destacan los ríos La Palma, El Caraño, Colorado y Blanco, que al unirse estos dos últimos forman el río escuque. El Municipio Escuque está sobre los 1000 metros de altura.

### Parroquias
| Parroquia    | Superficie | Población   | Densidad | Capital            |
| ------------ | ---------- | ----------- | -------- | ------------------ |
| Escuque      |            | 11.922 hab. | hab./km² | Escuque            |
| La Unión     |            | 2.276 hab.  | hab./km² | El Alto de Escuque |
| Sabana Libre |            | 4.836 hab.  | hab./km² | Sabana Libre       |
| Santa Rita   |            | 1.762 hab.  | hab./km² | La Mata            |

### Demografía
Según el Censo de Población y Vivienda del año 2011 el municipio Escuque posee una población de 27 128 habitantes que representan un 3,95 % de la población total del Estado Trujillo y de los cuales 13 460 son hombres y 13 668 mujeres, con una densidad de población de 137,01 hab/km², y una tasa de alfabetización de un 94,7 %.

## Política y gobierno

### Alcaldes
| Período                            | Alcalde              | Partido político / Alianza | % de votos | Notas |
| ---------------------------------- | -------------------- | -------------------------- | ---------- | --- |
| 1989 - 1992                        | Rafael Briceño Olmos | AD                         | 29,62      | Primer alcalde bajo elecciones directas |
| 1992 - 1995                        | Angelo Mascagnini    | AD                         | 39.59      | Segundo alcalde bajo elecciones directas |
| 1995 - 2000                        | Henry Peña           | Copei                      | -          | Tercer alcalde bajo elecciones directas (se realizaron elecciones generales adelantadas en el 2000 debido a la aprobación de la Constitución de 1999) |
| 2000 - 2004                        | José Antonio Puche   | AD                         | 34,17      | Cuarto alcalde bajo elecciones directas |
| 2004 - 2008                        | Nelson Pérez         | PPT                        | 51,08      | Quinto alcalde bajo elecciones directas |
| 2008 - 2013                        | José Antonio Puche   | AD                         | 46,08      | Sexto alcalde bajo elecciones directas (se postergan 1 año las elecciones municipales pautadas para finales del 2012)                                 |
| 2013 - 2017                        | Manuel Márquez       | PSUV                       | 42,70      | Séptimo alcalde bajo elecciones directas |
| 2017 - 2021                        | Jhonny Torres        | PSUV                       | 59,15      | Octavo alcalde bajo elecciones directas |
| 2021 - 2025                        | Ely Abreu            | PSUV                       | 44,64      | Noveno alcalde bajo elecciones directas |
| Fuente: Consejo Nacional Electoral |                      |                            |            | |

### Concejo municipal
Período 2021 - 2025
| Concejales         | Partido político / Alianza |
| ------------------ | -------------------------- |
| Daylen Ramírez     | PSUV                       |
| Alejandro Mogollon | PSUV                       |
| Nelly Vivas        | PSUV                       |
| Joel Espinoza      | PSUV                       |
| Mariela Galue      | PSUV                       |
| Nestor Rives       | MOVEV                      |
| José Sánchez       | MUD                        |